# Christine de Mecklembourg
Christiane de Mecklembourg-Strelitz (6 décembre 1735, Mirow - 31 août 1794, Neustrelitz) est un membre de la maison ducale de Mecklembourg-Strelitz.

## Biographie

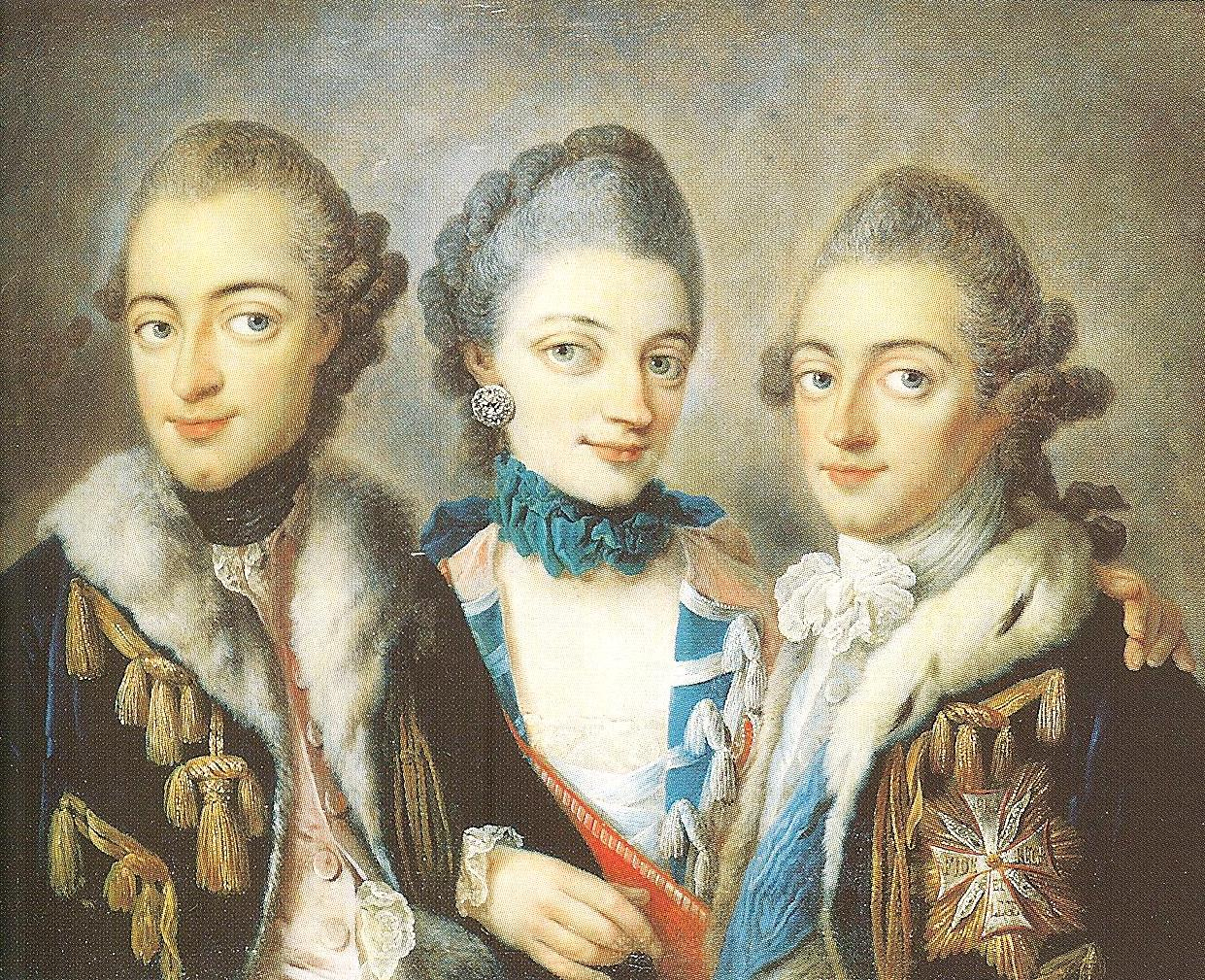
Christiane avec ses frères, Ernest (à gauche) et Adolphe (1766)

Christiane est l'aînée des enfants de Charles-Louis-Frédéric de Mecklembourg-Strelitz et d'Élisabeth-Albertine de Saxe-Hildburghausen. Sa jeune sœur Charlotte épouse George III du Royaume-Uni, tandis que deux de ses frères sont régents de Mecklembourg-Strelitz - Adolphe et Charles.
Elle et ses sœurs reçoivent une éducation complète à Mirow, apprenant le latin, le grec et le français avec des tuteurs comme Friderike Elisabeth von Grabow et Gottlob Burchard Genzmer. Lors de son Grand Tour à travers l'Europe en 1761, elle rencontre John Ker, mais comme sa jeune sœur Charlotte est déjà mariée à George III, le protocole lui interdit de l'épouser - les deux moururent célibataires.
Christiane vit à Neustrelitz avec son frère Adolphe et le représente dans certaines occasions. Elle rencontre Thomas Nugent en 1767, et elle devient plus tard une chanoinesse à l'abbaye de Herford (tout en restant à Neustrelitz). Le 13 janvier 1766, elle devient Dame de 1re Classe de l'ordre de Sainte-Catherine. Elle est morte peu de temps après Adolphe, et est enterrée dans la crypte royale à Mirow. Fritz Reuter dépeint comme Prinzess Christel ou Christel-Swester dans son Dörchläuchting (1866).